# Pyrausta strigatalis
Pyrausta strigatalis is een vlinder van de familie van de grasmotten (Crambidae). De wetenschappelijke naam van deze soort is voor het eerst voorgesteld door Aristide Caradja in een publicatie uit 1937.
De soort komt voor in China (Yunnan).